# Orellanina
La orellanina es una micotoxina que se encuentra naturalmente en varias especies de hongos venenosos de la familia Cortinariaceae. Es un alcaloide.

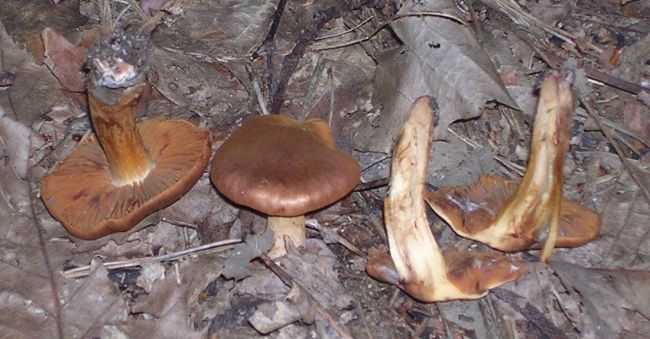
Cortinarius orellanus

## Historia
En el año 1950 hubo una pequeña epidemia en Polonia que involucró a unas 100 personas. El agente que causaba la enfermedad permaneció desconocido hasta 1952 cuando el médico polaco  Stanisław Grzymala resolvió el misterio. Descubrió que cada una de las personas afectadas había ingerido el hongo Cortinarius orellanus.
En 1962 Stanisław Grzymala aisló el principio activo del hongo y lo llamó orellanina. Cuando se lo suministró oralmente  a animales de laboratorio logró reproducir exactamente los mismos síntomas que en los seres humanos.

## Toxicidad
La toxicidad de las bipiridinas con átomos de nitrógeno cargados positivamente ya era conocida antes de que la estructura de la orellanina se hubiera dilucidado. Los herbicidas paraquat y diquat son tóxicos no sólo para las plantas sino también para animales, incluyendo los seres humanos. Las bipiridinas con átomos de nitrógeno cargados compiten con el NAD+ como aceptores de electrones. 
En los seres humanos la orellanina es nefrotóxica. Los primeros síntomas generalmente no aparecen hasta 2-3 días después de la ingestión y en algunos casos pueden tardar hasta 3 semanas. Los primeros síntomas de intoxicación por orellanina son similares a la gripe común (náuseas, vómitos, dolores de estómago, dolores de cabeza, mialgias, etc). Estos síntomas son seguidos por etapas de la insuficiencia renal (inmensa sed, micción frecuente, dolor en y alrededor de la riñones) y, finalmente, la producción de orina disminuye o termina y se producen otros síntomas de insuficiencia renal. Si no se trata adecuadamente, puede conllevar a la muerte.
La LD50 de orellanina en ratones es de 12 a 20 mg por kg de peso corporal; ésta es la dosis que conduce a la muerte dentro de dos semanas. 

## Biosíntesis
La orellanina es un metabolito secundario de la ruta del ácido shikímico, como derivado del ácido antranílico, ruta del catabolismo del triptófano, vía quinurenina. De la degradación de la quinurenina se obtiene el ácido 3-hidroxiantranílico